# Уърт (окръг, Мисури)
Окръг Уърт (на английски: Worth County) е окръг в щата Мисури, Съединени американски щати. Площта му е 692 km², а населението - 2382 души (2000). Административен център е град Грант Сити.